# S.S.D. Atletico San Paolo Padova
Atletico San Paolo Padova is een Italiaanse voetbalclub uit de stad Padua, Padova in het Italiaans.
Opgericht in 1965 in december 2014 werd het gekocht door een Nederlandse holding.